# Antiprisma
Antiprisma é um poliedro constituido por duas faces poligonais iguais e paralelos chamadas directrizes, ligados por triângulos.
O número de lados dos polígonos das faces directrizes definem o nome do antiprisma. Três lados nas faces directrizes formam um antiprisma triangular. Cinco lados da face directriz produz um antiprisma pentagonal.
O número de triângulos é número de lados das faces directrizes multiplicado por dois.
Assim o antiprisma pentagonal (figura) compõe-se de 2 pentágonos e 10 triângulos; tem 10 vértices e 20 arestas.
Os poliedros duais dos antiprismas são os trapezoedros ou deltoedros.
O Octaedro é um exemplo de um antiprisma triangular.
|  |  |